# تاتانا استربا
تاتانا استربا (متولد ۷ اکتبر ۱۹۷۶، در اوهرسکه هرادیشته، چکسلواکی (اکنون در جمهوری چک)(با نام Taťána Štěrbová .pronounced [ˈtaca:na ˈʃcɛrbova:]) در سال ۱۹۸۰ خانواده به سوئیس مهاجرت کردند) یک تهیه‌کننده رقص و ترنس است که بیشتر با نام مستعار خود تاتانا شناخته می‌شود.
تاتانا با چندین آلبوم ترنس موفق از زمان انتشار یکی از موفق‌ترین هنرمندان دهه ۲۰۰۰ در چارت‌های سوئیس است.